# Pasaje de Klee
El pasaje de Klee es un canal de agua poco profundo que separa el atolón de Mili, al norte, con el de Knox al sur.
Bajo la superficie del agua hay una línea de arena submarina que enlaza ambos atolones. Por este motivo, el paso a grandes embarcaciones no es accesible. Antaño, este cuerpo de arena sobresalía originalmente del agua.